# Lương Phong
Lương Phong là một xã thuộc huyện Hiệp Hòa, tỉnh Bắc Giang, Việt Nam.

## Địa lý
Xã Lương Phong cách trung tâm huyện Hiệp Hòa 4 km về đông nam, có vị trí địa lý:
- Phía bắc giáp xã Ngọc Sơn và huyện Tân Yên
- Phía đông giáp huyện Tân Yên
- Phía nam giáp xã Đoan Bái và thị xã Việt Yên
- Phía tây giáp thị trấn Thắng và xã Danh Thắng.

Xã Lương Phong có diện tích 12,74 km², dân số năm 2023 là 19.663 người, mật độ dân số đạt 1.543 người/km².

## Hành chính
Xã Lương Phong được chia thành 13 thôn: 
Cấm, Chớp, Chùa, Đông, Giữa, Khánh, Sơn Quả 1, Sơn Quả 2, Sơn Quả 3, Sơn Quả 4, Sơn Quả 5, Tứ, Vân An.

## Lịch sử
Sau năm 1945, thành lập xã Tiên Phong trên cơ sở 3 xã: Lương Phong, Sơn Quả, Thiện Mỹ.
Năm 1972, đổi tên xã Tiên Phong thành xã Lương Phong.

## Kinh tế
Xã Lương Phong có vị trí khá
thuận lợi cho phát triển kinh tế, giao lưu buôn bán với các địa phương khác
trong huyện, ngoài huyện. Ngoài ra còn có sông Đào chạy từ Bắc xuống Nam, đáp
ứng rất tốt cho nhu cầu cung cấp nước, phục vụ cho sản xuất nông nghiệp với tổng diện tích đất tự nhiên là 1.263.92 ha.
Kết quả điều tra cho thấy năm 2013 dân số củ xã là: 15.512 người, phân bố ở 13 thôn là thôn: Trong đó, thôn Chớp là đông người nhất có 660 hộ; thôn Sơn Quả 3 là thôn có số hộ thấp  nhất là 176 hộ. Tỷ lệ tăng dân số tự nhiên toàn xã năm 2013 là 0,84% giảm 0,72% so với năm 2011. Quy mô hộ năm 2013 là 3,96 người/hộ, so với năm 2011 là 0,6 người/hộ.